# 武林學校
《武林學校》（：／）為韓國KBS2於2016年1月11日起播出的月火連續劇，由《童顏美女》、《總理與我》的李昭妍導演執導，《至誠感天》的金賢熙編劇企劃，並由《別巡檢》第一季的楊真雅編劇執筆。本劇以能夠促進各國交流的教育為主題，包含多國文化和價值、武術及愛情等元素，不僅針對韓國本地的外國演員也大舉招募海外演員，劇組更親赴中國、泰國等地選角，採部分事前製作方式拍攝，藉以提高作品完成度和細節，並以「把韓國美麗的四季節在劇中展現出來」為目標。

## 故事大綱
此劇講述的「武林學校」是一所並非以就業或升學為目的，而是教導正直與信義、生存與犧牲、溝通與關係等社會生活與面對世界所需之品德的學校，各自因不同理由而來到這裡的多國籍教師和學生，透過武林學校的特殊教育，彼此衝突、溝通，學習真正的俠義，並從中體會自我和人生。是一部以熱血校園為背景，品格教育為主題的20代青春動作羅曼史。

## 演員陣容

### 武林青春四人幫
| 演員   | 角色   | 介紹 |
| 李玹雨 | 尹時宇 | 21→28歲。韓國頂尖男子偶像團體Moebius的隊長也是Rapper擔當，同時也兼任詞曲製作，是位作詞作曲、演唱演奏無所不精的音樂天才。 從小在孤兒院生活，因此無法輕易對人敞開心扉，性格桀驁不羈、敏感挑剔，而缺乏朋友。患有查不出病因的頭痛和耳鳴，醫師說有失聰的風險，可能永遠治不好，因此遭到經紀公司放棄，以陰謀設計而捲入醜聞。之後為了治療耳朵，也因一股命運般的力量所驅使而進入了武林學校這一神秘空間。在武林學校學習過程中，逐漸收起渾身防備的刺而懂得與人真誠共處，並漸漸對學校產生依歸感。同時，也與第一次見面時就很不對盤的王治昂成為摯友，並對沈順德萌生了愛意。 此外，在武林學校期間，耳鳴症狀雖稍有舒緩，但第8集因緊張遭綁架的沈順德而再度復發；此時偶遇蔡允，被告知其體內有一股無法駕馭的強大真氣，若身體無法承受住，頭疼耳鳴的痛苦便不會消失。真實身分是蔡允的親子，黃善雅(蔡寧)兒時失散的弟弟─蔡俊。7年後，成為知名創作歌手，並準備和沈順德結婚。 |
| 李弘彬 | 王治昂 | 22→29歲。中國最大企業「上海集團」的公子，母親是韓國人的中韓混血，是個含著金湯匙出生，不懂事、愛闖禍的人物。 在父親的強迫下進入武林學校，原本不情願的他同意入學武林學校的原因很簡單，為了得到父親的認可，把不是正室、受了一輩子委屈的母親接回中國；另一個原因，就是讓他一見鍾情的沈順德。入學後，和尹時宇入住同一宿舍，雙方因同樣激烈的性格經常爭吵，在衝突中不打不相識而成為好朋友。 但為了追求沈順德以及父親認可的繼承人位置，還有因為父親王皓對「天意珠」的貪念與野心，導致他和尹時宇之間，也漸漸地從好友而走向了彼此競爭的關係。7年後，成為上海集團社長，並和黃善雅在一起。 |
| 徐睿知 | 沈順德 | 21→28歲。獨自奉養失明父親的少女家長，具有超強生活能力。 因為武林學校的特殊學費和獎學金制度，而瞞著失明父親偷偷地入讀，在邊打工邊練習武術的情況下，即使有十個身體也不夠用的少女家長。武林學校裡再遇尹時宇時，兩人因誤會而對彼此缺乏好感，後來在相處相知了解過後，彼此互相體貼關懷下，關係逐漸親密。沈順德也因此受到尹時宇吸引並愛上他。 此後，卻得知本以為是平凡老百姓的父親的秘密，而這秘密也和尹時宇有關。7年後，成為武林學校的教授，並準備和尹時宇結婚。 |
| 鄭釉珍 | 黃善雅 | 22→29歲。武林學校校長女兒，性格愛打抱不平，是個無法忍受不義之事的正義派少女。 身為武林學校的ACE，她有個秘密，就是她同時也是尹時宇所屬組合Moebius“莫比斯”的狂粉。曾告訴尹時宇，到了武林學校有治好耳朵的機會。當她的“時宇哥”真的來到武林學校，一向剛正耿直、性情爽朗的她的心臟便開始劇烈跳動。但不知從哪一天開始，她的眼睛便不由自主地關注起王治昂。 和尹時宇有相同的與火有關的兒時陰影，其真實身份是蔡允的親生女兒蔡寧，尹時宇(蔡俊)的親姐。7年後，成為武林學校校長，並和王治昂在一起。 |

### 武林學校教師們
| 演員          | 角色          | 介紹 |
| 申鉉濬        | 黃武松        | 武林學校校長，黃善雅的父親。偶爾開些無聊的玩笑，讓人懷疑他是不是真正的武林高手，但卻有著比別人更高深的武功。在關鍵時刻他所展現的威嚴是不可侵犯的。不顧反對地特別錄取尹時宇和王治昂。平常並不平易近人，但心中充滿對學生的愛，是位對學生充滿關懷的校長。是個真正的教育者，這個時代的榜樣。 |
| 簡美妍        | 柳迪          | 武林學校中在舞蹈上具性感魅力的體育教師。漂亮且性格灑脫。 |
| 丹尼爾·林德曼 | 丹尼爾·林德曼 | 在武林學校中具有高人氣的、優雅的全球禮節教育教授。 |
| 萨姆·奥基耶雷 | 萨姆·奥基耶雷 | 武林學校警備系統管理者，同時也是舍監老師。 |
| 張光          | 法公          | 禪修修業擔當教授。以冥想方式教導人們直面內心的恐懼和問題。「赤風會」派至武林學校的人。 |
| 鄭熙泰        | 金大虎        | 首爾大學醫學院入學，武林學校保健老師，教授料理課程。與柳迪老師是歡喜冤家。 |

### 武林學校學生們
| 演員                 | 角色    | 介紹 |
| 亞歷山大·李·尤西比奧 | 葉正    | 來自香港的武術世家，武林學校裡眾所皆知的優等生。一心想奪得武林大賽冠軍好光宗耀祖，對疑似解開武林學校結界的尹時宇和王治昂有所忌憚，因此在二人初入學時，千方百計排擠他們。7年後成為出版《詠春拳大師─葉正》的知名作家。 |
| 韓根燮               | 崔浩    | 有著被欺負的黑暗過去，一心想成為高手而就讀武林學校，但之後卻因此產生自卑落差感。7年後成為上海集團室長。 |
| 朴辛宇               | 高尚萬  | 武林學校的高齡學生，因體會到就業的困難而進入武林學校，尋求方向。7年後成為檢察事務長。 |
| POP                  | Nadet   | 來自泰國，IQ160的科學天才兼泰拳高手。7年後從事科學武器研發。 |
| 池赫拉               | 珍妮·吳 | 曾在少林寺學習三年，喜歡嘻哈音樂的韓國少女。7年後成為武打明星。 |
| Shannon              | Shannon | 來自英國，開朗單純卻有著反轉魅力的少女，很喜歡吃東西，特別是韓式炸雞。7年後在炸雞店研發新口味。 |
| 韓道宇               | 東久    | 擁有劍道特技，武林學校中年紀最輕的可愛男孩。7年後成為從事潛伏調查的便衣警察。 |

### 其他相關角色
| 演員    | 角色     | 介紹 |
| 申成宇  | 蔡允     | 曾和黃武松是最好的朋友，尹時宇（蔡俊）和黃善雅（蔡寧）姐弟倆的生父。18年前因守護「天意珠」而家破人亡、妻離子散，受到真正「赤風」的挑撥離間，多年後甦醒即因此而誤會猜疑武林學校校長黃武松。 |
|         | 林秦星   | 武林會會長，實為「赤風會」的首長。 |
| NanNan  | Luna     | 泰國人，「赤風會」秘書。任何時候都會隨身帶著小刀，並身懷厲害武術的神秘少女，兼具美麗與黑暗。                                                                                               |
| 黃仁英  | 姜柏芝   | 王治昂之母，韓國人。中國最大企業「上海集團」男主人王皓會長的側室。 |
| 金信    | 張秘書   | 韓國人。中國最大企業「上海集團」王皓會長的親信下屬。 |
| 李文植  | 沈奉山   | 沈順德之父。18年前從火場中救下尹時宇，然後把昏迷不醒的尹時宇放置到森林後不顧而去，後來受到「赤風」的追殺，雙眼受傷失明。                                                                   |
| 洪智敏  | 方德大嬸 | 沈順德家隔壁鄰居大嬸，負責照顧沈奉山的起居飲食，喜歡沈奉山。 |
| 千民熙  | 思玲     | 蔡允之妻，尹時宇(蔡俊)、黃善雅(蔡寧)姐弟倆的生母。18年前為保護「天意珠」與一雙子女而遭到殺害。                                                                                             |
| 吳泰錫  | 世準     | 韓國頂尖男子偶像團體Moebius成員。 |
| Yun Dak | 路易     | 韓國頂尖男子偶像團體Moebius成員。 |
| 金承旭  | 崔代表   | 尹時宇經紀公司社長，以陰謀陷害尹時宇捲入醜聞。 |
| 高圭弼  | 金室長   | 尹時宇經紀公司室長，也是尹時宇經紀人，參與陷害尹時宇。 |
| 李昌    | 鄭 PD    | Moebius演唱會現場導演。 |
| 崔鎮鎬  |          | 澄清醜聞後，尹時宇新簽的經紀公司代表。 |

### 特別出演
| 演員   | 角色   | 介紹 |
| 李凡秀 | 王皓   | 王治昂之父，中國最大企業「上海集團」會長。                                                                  |
| 金烔完 | 姜泰梧 | 武林學校在讀4年一直在最頂級班，席捲國際武術比賽的傳奇學生。被叫回擔任武林大賽特別班教師。曾是沈順德的初戀。 |

## 相關音樂

### 電視劇原聲帶
- Part.1（發行日期：2016年1月18日）

| 曲序 | 曲目                    | 演唱              | 时长 |
| ---- | ----------------------- | ----------------- | ---- |
| 1.   | Alive                   | VIXX              | 5:08 |
| 2.   | 我不一樣（나답지 않게） | Z.HERA & Ryeo Jin | 3:42 |
| 3.   | Fighting                | 1Take             | 3:17 |
| 4.   | RUN                     | Ha Seong          | 3:17 |

- Part.2（發行日期：2016年2月1日）

| 曲序 | 曲目         | 演唱  | 时长 |
| ---- | ------------ | ----- | ---- |
| 1.   | Hey Girl     | B.I.G | 3:28 |
| 2.   | 中毒（중독） | TAKE  | 3:41 |
| 3.   | Fire         | Hani  | 3:51 |
| 4.   | The King     | VIXX  | 3:31 |

- Part.3（發行日期：2016年2月15日）

| 曲序 | 曲目                           | 演唱   | 时长 |
| ---- | ------------------------------ | ------ | ---- |
| 1.   | One Thing（原名：Spring Soul） | 李玹雨 | 3:50 |

- Part.4（發行日期：2016年2月22日）

| 曲序 | 曲目                                               | 演唱        | 时长 |
| ---- | -------------------------------------------------- | ----------- | ---- |
| 1.   | 只要看到你 (Male Ver.)（그댈보면 (Male Ver.)）     | KEN（VIXX） | 4:00 |
| 2.   | 只要看到你 (Female Ver.)（그댈보면 (Female Ver.)） | 千佳妍      | 3:52 |

### 未收錄至原聲帶歌曲
- 李玹雨 & Obroject《Feel So Good》（發行日期：2016年2月12日）

| 曲序 | 曲目                               | 演唱              |
| ---- | ---------------------------------- | ----------------- |
| 1.   | Feel So Good（尹時宇首集表演歌曲） | 李玹雨 & Obroject |

## 選角大事紀
- 本劇是李玹雨繼2008年KBS特輯獨幕劇《明知後悔還會做的事（朝鲜语：살아가는 동안 후회할 줄 알면서 저지르는 일들）》後，時隔7年與李昭妍導演第二次合作。也是在2012年SBS《致美麗的你》後，時隔3年首次回歸主演迷你連續劇。
- 2PM尼坤曾收到劇組詢問行程，有望出演泰國留學生一角[6]；BTOB陸星材曾收到出演提案，有望出演王治昂(原譯：王強)一角[7]。
- 《武林學校》第二波出演名單出爐：除由JTBC《非首腦會談》的加納代表Sam、德國代表Daniel以本名飾演教授外，製作組也表示學生名單中的Alexander 與 Z.HERA 現實中是真的有武術底子的人，與角色可以說是有著100%的同步率。POP、NanNan 是在製作組進行的全球試鏡中脫穎而出的演員，兩人在泰國已經出演過不少電視劇和電影累積經驗與實力，在試鏡的過程中，他們積極地分析角色，並展現出出眾的魅力讓評審留下深刻印象，為了消化韓語台詞他們努力練習，負責評審的工作人員也表達對他們的期待[8]。

## 收視率
| 集數       | 播出日期   | TNMS 收視率      | TNMS 收視率    | AGB 收視率       | AGB 收視率     |
| 集數       | 播出日期   | 大韓民國（全國） | 首爾（首都圈） | 大韓民國（全國） | 首爾（首都圈） |
| ---------- | ---------- | ---------------- | -------------- | ---------------- | -------------- |
| 1          | 2016/01/11 | 5.4%             | 5.7%           | 5.1%             | 4.8%           |
| 2          | 2016/01/12 | 5.2%             | 6.2%           | 4.0%             | 3.8%           |
| 3          | 2016/01/18 | 4.9%             | 5.1%           | 3.7%             | 3.5%           |
| 4          | 2016/01/19 | 5.1%             | 5.3%           | 4.4%             | 4.2%           |
| 5          | 2016/01/25 | 4.7%             | 4.9%           | 3.5%             | 3.3%           |
| 6          | 2016/01/26 | 4.4%             | 4.5%           | 3.8%             | 3.6%           |
| 7          | 2016/02/01 | 4.0%             | 4.0%           | 3.5%             | 3.3%           |
| 8          | 2016/02/02 | 3.9%             | 4.2%           | 3.3%             | 3.0%           |
| 9          | 2016/02/15 | 3.2%             | 3.5%           | 3.4%             | 3.1%           |
| 10         | 2016/02/16 | 3.8%             | 4.0%           | 3.4%             | 3.2%           |
| 11         | 2016/02/22 | 3.7%             | 3.8%           | 2.6%             | 2.5%           |
| 12         | 2016/02/23 | 3.9%             | 4.1%           | 3.2%             | 3.0%           |
| 13         | 2016/02/29 | 3.4%             | 3.7%           | 3.2%             | 2.9%           |
| 14         | 2016/03/01 | 3.4%             | 3.6%           | 2.8%             | 2.6%           |
| 15         | 2016/03/07 | 3.4%             | 4.1%           | 2.8%             | 3.5%           |
| 16         | 2016/03/08 | 4.3%             | 5.2%           | 3.7%             | 4.6%           |
| 平均收视率 | 平均收视率 | 4.17%            | 4.49%          | 3.53%            | 3.43%          |

*收視最低的集數以藍色表示，收視最高的集數以紅色表示，而空格則表示該集的收視沒有相關數據。

## 同時段競爭節目
- SBS ：《六龍飛天》
- MBC：《華麗的誘惑》

## 爭議事件
因在第四集尹時宇、王治昂兩人兩手空空被趕上山，為了取暖生火，王治昂鑽木取火失敗，尹時宇雖成功點燃樹葉，但火不夠大，遂詢問：「有沒有紙？」試圖以紙類助燃，但因中韓混血的富二代王治昂身上只有人民幣，遂其取出人民幣引火，而這部分焚燒人民幣的劇情引起中國微博的幾位有能力引導輿論的韓劇資訊博博主抵制，接著引爆一連串反應，許多中國網民認為劇集不敢燒韓幣改為燒人民幣，是看不起中國，傷害中國人感情，紛紛表示憤怒罷看。「武林學校燒人民幣」的關鍵詞還一度登上微博熱搜。事後，韓國KBS電視台公開對此劇情道歉，表示“只是剧情需要和人物设定的加强，没有其他的意图，非常对不起。”“在重播和以后的DVD制作时会删除这个场面，在后面的拍摄制作也会对他国文化相关事项更加注意，再次为引起了中国观众的不快道歉。”

## 腳註
1. ↑  .   [2016-07-09]. （原始内容存档于2021-01-27）.
2. ↑  .   [2015-09-11]. （原始内容存档于2020-04-10）.
3. ↑  .   [2015-11-09]. （原始内容存档于2020-04-10）.
4. ↑  .   [2015-09-15]. （原始内容存档于2015-10-04）.
5. ↑  .   [2015-09-15]. （原始内容存档于2015-09-18）.
6. ↑  2PM尼坤有望出演KBS《武林学院》 挑战正剧演技[]
7. ↑  .   [2016-01-01]. （原始内容存档于2020-04-10）.
8. ↑  .   [2015-09-20]. （原始内容存档于2015-09-22）.
9. ↑  .   [2015-10-11]. （原始内容存档于2018-01-17）.
10. ↑  .   [2015-10-11]. （原始内容存档于2013-12-26）.
11. ↑  .   [2016-01-21]. （原始内容存档于2017-01-14）.
12. ↑  .   [2016-01-21]. （原始内容存档于2020-04-10）.

## 外部連結
- 韓國KBS官方網站 （页面存档备份，存于）

| KBS 月火劇                                    | KBS 月火劇                                    | KBS 月火劇 |
| --------------------------------------------- | --------------------------------------------- | ---------- |
|                                               | 武林學校 （2016年1月11日 - 2016年3月8日）     |            |
| Oh My Venus （2015年11月16日 - 2016年1月5日） | Baby Sitter （2016年3月14日 - 2016年3月22日） |            |

| 香港 Now觀星台 星期一至五 22:00 - 23:15 · 4月13日 22:15 - 23:30 | 香港 Now觀星台 星期一至五 22:00 - 23:15 · 4月13日 22:15 - 23:30 | 香港 Now觀星台 星期一至五 22:00 - 23:15 · 4月13日 22:15 - 23:30 |
| --------------------------------------------------------------- | --------------------------------------------------------------- | --------------------------------------------------------------- |
|                                                                 | 武林學校 （2016年4月12日 - 2016年5月3日）                       |                                                                 |
| 生意之神－客主 （2016年2月15日 - 2016年4月11日）                | 回來吧大叔 （2016年5月4日 - 2016年5月25日）                     |                                                                 |

| 臺灣 東風衛視 星期一至五 21:00 - 22:00                                                                    | 臺灣 東風衛視 星期一至五 21:00 - 22:00                                                          | 臺灣 東風衛視 星期一至五 21:00 - 22:00 |
| --- | ----------------------------------------------------------------------------------------------- | -------------------------------------- |
| | 武林學校 （2018年11月19日 - 2018年12月19日）                                                    |                                        |
| 不屈的車女士（重播）（20:00-22:00） （2018年9月20日 - 2018年11月16日）武林學校電視特輯 （2018年11月16日） | 麵條之神電視特輯 （2018年12月20日 - 2018年12月21日）麵條之神 （2018年12月24日 - 2019年1月31日） |                                        |

처음학교로 우선모집 조건 （页面存档备份，存于）
처음학교로 일정 （页面存档备份，存于）
2023 처음학교로 우선모집 （页面存档备份，存于）
2023 처음학교로 어플 （页面存档备份，存于）
처음학교로 회원가입 （页面存档备份，存于）